# Notoliparis kurchatovi
Notoliparis kurchatovi és una espècie de peix pertanyent a la família dels lipàrids.

## Descripció
- Fa 10,8 cm de llargària màxima.
- Nombre de vèrtebres: 50.[5][6]

## Hàbitat
És un peix marí i batidemersal que viu entre 5.465 i 5.474 m de fondària.

## Distribució geogràfica
Es troba al mar de Scotia.

## Observacions
És inofensiu per als humans.